# فهرست آثار ملی شهرستان همدان
شهرستان همدان به مرکزیت شهر همدان یکی از شهرستان‌های استان همدان است.

## آثار ثبت‌شده
| ردیف | نام اثر                                 | نگاره | دیرینگی                                            | موقعیت                                                                                                   | شمارهٔ ثبت | تاریخ ثبت  | منبع  |
| ---- | --------------------------------------- | ----- | -------------------------------------------------- | --- | --------- | ---------- | ----- |
| ۱    | محل اکباتان قدیم و اطراف آن             |       | ماد ـ هخامنشی                                      | خ اکباتان، م هفت تیر ۳۴°۴۸′۲۳٫۴۰″ شمالی ۴۸°۳۰′۵۸٫۵۰″ شرقی / ۳۴٫۸۰۶۵۰۰۰°شمالی ۴۸٫۵۱۶۲۵۰۰°شرقی             | ۲۸        | ۱۳۱۰/۰۶/۲۴ | [ ۱ ] |
| ۲    | گنج‌نامه                                 |       | هخامنشی                                            | ۵ کیلومتری جنوبغربی همدان (عباس‌آباد) ۳۴°۴۵′۴۴٫۵″ شمالی ۴۸°۲۶′۱۳٫۹″ شرقی / ۳۴٫۷۶۲۳۶۱°شمالی ۴۸٫۴۳۷۱۹۴°شرقی | ۹۲        | ۱۳۱۰/۱۰/۱۵ | [ ۲ ] |
| ۳    | شیر سنگی همدان                          |       | اشکانی (پارت)                                      | م سنگ شیر                                                                                                | ۹۳        | ۱۳۱۰/۱۰/۱۵ |       |
| ۴    | گنبد علویان                             |       | قرن ۷ ق                                            | بلوار علویان، میدان عین الضات                                                                            | ۹۴        | ۱۳۱۰/۱۰/۱۵ |       |
| ۵    | آرامگاه استر و مردخای                   |       | قرن ۷ ق                                            | خ شریعتی                                                                                                 | ۲۹۱       | ۱۳۱۶/۰۹/۲۹ |       |
| ۶    | محوطه سنگ شیر                           |       | اشکانی (پارت)                                      | جنوب شرق دامنه تپه مصلی، میدان سنگ شیر                                                                   | ۷۴۹       | ۱۳۴۶/۰۱/۲۳ |       |
| ۷    | امامزاده محسن                           |       | احتمالاْ قرن ۱۰ (۹۳۵ ق)                             | روستای وفرجین، بخش مرکزی                                                                                 | ۸۲۳       | ۱۳۴۷/۰۱/۰۱ |       |
| ۸    | آرامگاه خضر (همدان)                     |       | قرن ۴ و ۵ ق                                        | سه کیلومتری شمال شرقی همدان، محله خضر                                                                    | ۱۰۷۷      | ۱۳۵۴/۰۳/۲۸ |       |
| ۹    | برج قربان                               |       | قرن ۷ و ۸ ق تا قاجار                               | خ طالقانی کوی زندیها                                                                                     | ۱۰۷۸      | ۱۳۵۴/۰۳/۲۸ |       |
| ۱۰   | امامزاده یحیی (همدان)                   |       | اواخر صفویه                                        | بلوار آیتالله مدنی، محله آقا جانی بیگ                                                                    | ۱۰۷۹      | ۱۳۵۴/۰۳/۲۸ |       |
| ۱۱   | شاهزاده حسین (همدان)                    |       | صفویه                                              | خیابان شهداء، میدان امام                                                                                 | ۱۷۰۷      | ۱۳۶۵/۰۲/۲۸ |       |
| ۱۲   | مسجد جامع همدان                         |       | صفویه ـ قاجاریه                                    | میدان امام، ابتدای ضلع غربی خ اکباتان                                                                    | ۱۷۳۳      | ۱۳۷۵/۰۳/۲۶ |       |
| ۱۳   | مسجد نظر بیگ (حضرت علی)                 |       | زندیه                                              | بلوارهگمتانه محله جولان شرق تپه هگمتانه                                                                  | ۱۸۶۴      | ۱۳۷۶/۰۲/۲۱ |       |
| ۱۴   | مسجد میرزا تقی                          |       | ایلخانیان                                          | حاشیه شرقی خ تختی نرسیده به میدان                                                                        | ۱۸۶۵      | ۱۳۷۶/۰۲/۲۱ |       |
| ۱۵   | امامزاده ازناو                          |       | سلجوقیان                                           | بخش فامنین، روستای ازناو                                                                                 | ۱۸۶۷      | ۱۳۷۶/۰۲/۲۱ |       |
| ۱۶   | مسجد شورین                              |       | قاجاریه                                            | ۵ کیلومتری شرق همدان روستای شورین                                                                        | ۱۸۶۸      | ۱۳۷۶/۰۲/۲۱ |       |
| ۱۷   | آرامگاه بوعلی‌سینا                       |       | معاصر                                              | خ بوعلی، وسط میدان بوعلی                                                                                 | ۱۸۶۹      | ۱۳۷۶/۰۲/۲۱ |       |
| ۱۸   | آرامگاه باباطاهر (همدان)                |       | معاصر                                              | میدان باباطاهر                                                                                           | ۱۸۷۰      | ۱۳۷۶/۰۲/۲۱ |       |
| ۱۹   | مسجد محله حاجی                          |       | قاجاریه                                            | خیابان تختی محله حاجی مسجدی                                                                              | ۱۹۶۰      | ۱۳۷۶/۱۲/۰۳ |       |
| ۲۰   | مسجد حاج کلبعلی                         |       | قاجاریه (۱۳۱۴ ق)                                   | بلوار فلسطین، پشت مدرسه دامغانی                                                                          | ۱۹۶۲      | ۱۳۷۶/۱۲/۰۲ |       |
| ۲۱   | مسجد چمن چوپانها                        |       | قاجاریه                                            | حاشیه شرقی بلوار آیت الله کاشانی                                                                         | ۱۹۷۸      | ۱۳۷۷/۰۱/۱۶ |       |
| ۲۲   | مسجد حاج احمد                           |       | قاجاریه                                            | ضلع شرقی میدان امام ـخ شریعتی جنب کوی                                                                    | ۱۹۷۹      | ۱۳۷۷/۰۱/۱۶ |       |
| ۲۳   | مسجد علویان                             |       | قاجاریه                                            | بلوار علویان جنب گنبد علویان                                                                             | ۱۹۸۰      | ۱۳۷۷/۰۱/۱۶ |       |
| ۲۴   | مسجد بزرگ شریف‌الملک                     |       | قاجاریه (۱۲۸۶ ق)                                   | ضلع جنوبی میدان آرامگاه بوعلی، خ بین‌النهرین                                                              | ۱۹۸۴      | ۱۳۷۷/۰۱/۱۶ |       |
| ۲۵   | باغ نظری                                |       | اواخر قاجار                                        | خ بوعلی، میدان جهاد، خیابان عارف قزوینی                                                                  | ۲۰۱۹      | ۱۳۷۶/۰۳/۱۶ |       |
| ۲۶   | تپه پیس‌ها (پیسا)                        |       | قرن یک و دو ق                                      | شمال غربی همدان، روستای شاه پسند                                                                         | ۲۰۲۳      | ۱۳۷۷/۰۳/۳۰ |       |
| ۲۷   | بازار همدان                             |       | قاجاریه                                            | میدان امام حد فاصل خ بابا طاهرواکباتان                                                                   | ۲۰۲۷      | ۱۳۷۷/۰۳/۳۰ |       |
| ۲۸   | کاروانسرای حسینخانی                     |       | قاجاریه                                            | شمال بازار همدان، انتهای راسته حسین خانی                                                                 | ۲۰۶۷      | ۱۳۷۷/۰۴/۲۹ |       |
| ۲۹   | کاروانسرای شریفیه                       |       | قاجاریه                                            | بازارراسته نخودبریزها، حلبی سازها                                                                        | ۲۰۸۷      | ۱۳۷۷/۰۵/۱۱ |       |
| ۳۰   | سرای صفرخانی                            |       | قاجاریه                                            | بازارفلسطین شمالشرق کاروانسرای نو                                                                        | ۲۰۸۸      | ۱۳۷۷/۰۵/۱۱ |       |
| ۳۱   | خانه شهید مدنی                          |       | معاصر                                              | خ، شهداءکوچه آخوند                                                                                       | ۲۰۹۰      | ۱۳۷۷/۰۵/۱۱ |       |
| ۳۲   | دبیرستان ابن سینا                       |       | پهلوی اول (۱۳۶۰ ه‍.ق)                                | شهر همدان، خیابان طالقانی، چهار راه ابن سینا                                                             | ۲۱۶۵۴     | ۱۳۸۶/۱۲/۰۷ |       |
| ۳۳   | دبیرستان امام                           |       | پهلوی                                              | ضلع، ج غ همدان، خ، میرزاده عشقی                                                                          | ۲۲۲۳      | ۱۳۷۷/۱۲/۰۳ |       |
| ۳۴   | کاروانسرای میرزا کاظم                   |       | قاجاریه                                            | سرای میرزاکاظم، درضلع شرقی خ، اکباتان                                                                    | ۲۲۲۴      | ۱۳۷۷/۱۲/۰۳ |       |
| ۳۵   | کلیسای حضرت مریم (همدان)                |       | قاجاریه                                            | خ اکباتان ضلع شمال شرقی تپه هگمتانه                                                                      | ۲۲۳۷      | ۱۳۷۷/۱۲/۰۳ |       |
| ۳۶   | مسجد حاج رضا انصاری                     |       | قاجاریه                                            | ک امامزاده یحیی حدفاصل، خ تختی ومدنی                                                                     | ۲۲۵۰      | ۱۳۷۷/۱۰/۲۷ |       |
| ۳۷   | پل جهان‌آباد فامنین                      |       | صفویه                                              | بخش فامنین، دهستان خرم دشت، جنوب فامنین                                                                  | ۲۲۸۷      | ۱۳۷۸/۰۱/۰۹ |       |
| ۳۸   | مسجد حاج ابراهیم بیک                    |       | قاجاریه                                            | خ، آیت الله معصومی نزدیک آرامگاه باباطاهر                                                                | ۲۳۵۶      | ۱۳۷۸/۰۴/۲۹ |       |
| ۳۹   | سرای گلشن                               |       | صفویه                                              | خ اکباتان راسته‌های حلبی سازها وکفشدوز خانه                                                               | ۲۳۸۲      | ۱۳۷۸/۰۵/۲۳ |       |
| ۴۰   | مسجدحوزه علمیه مرحوم آخوندملاعلی همدانی |       | قاجاریه                                            | همدان، خ، شهداء (شورین) کوچه مدرسه آخوند                                                                 | ۲۴۲۶      | ۱۳۷۸/۰۶/۰۱ |       |
| ۴۱   | مسجد شالبافان                           |       | قاجاریه                                            | همدان بلوار، ۴۵متری هگمتانه محله شالبافان                                                                | ۲۴۵۸      | ۱۳۷۸/۰۷/۱۹ |       |
| ۴۲   | کلیسای آنجلی                            |       | قاجاریه                                            | خ، طالقانی داخل محوطه بیمارستان اکباتان                                                                  | ۲۴۵۹      | ۱۳۷۸/۰۷/۱۹ |       |
| ۴۳   | میدان امام همدان                        |       | پهلوی (۱۳۰۵ ق)                                     | مرکز شهر همدان، محل تقاطع خ شهدا، تخت                                                                    | ۲۷۱۲      | ۱۳۷۹/۰۴/۲۲ |       |
| ۴۴   | مسجد گازران                             |       | اواخر قاجار                                        | در حاشیه بلوار الوند در ضلع شمالی                                                                        | ۲۸۷۷      | ۱۳۷۹/۰۸/۱۶ |       |
| ۴۵   | خانه ضرابی                              |       |                                                    | | ۳۰۴۰      | ۱۳۷۹/۱۲/۲۵ |       |
| ۴۶   | مسجد یکن‌آباد                            |       |                                                    | خ نظر بیگ، محله جولان                                                                                    | ۳۲۴۳      | ۱۳۷۹/۱۲/۲۵ |       |
| ۴۷   | مسجد قلعه                               |       |                                                    | خ شریعتی، محله قاشقتراشان                                                                                | ۳۲۴۴      | ۱۳۷۹/۱۲/۲۵ |       |
| ۴۸   | خانه پرسیاوشان                          |       |                                                    | | ۳۲۴۶      | ۱۳۷۹/۱۲/۲۵ |       |
| ۴۹   | مسجد پیغمبر                             |       |                                                    | | ۳۲۴۷      | ۱۳۷۹/۱۲/۲۵ |       |
| ۵۰   | امامزاده یحیی (همدان)                   |       |                                                    | | ۳۲۴۹      | ۱۳۷۹/۱۲/۲۵ |       |
| ۵۱   | غسالخانه نهاوند                         |       |                                                    | همدان، ضلع شرقی شهر، بلوار شهید حیدری                                                                    | ۳۳۷۱      | ۱۳۷۹/۱۲/۲۵ |       |
| ۵۲   | مسجد حاج قاسم                           |       | قاجاریه                                            | شهرستان ملایر، خیابان شهید طلوعی                                                                         | ۳۳۷۲      | ۱۳۷۹/۱۲/۲۵ |       |
| ۵۳   | مسجد عاشورا                             |       |                                                    | شهرستان ملایر، ضلع شرقی خ عاشورا                                                                         | ۳۳۷۳      | ۱۳۷۹/۱۲/۲۵ |       |
| ۵۴   | مسجد حاج آقا تراب                       |       | قاجاریه                                            | کوچه حاج تراب                                                                                            | ۳۳۷۴      | ۱۳۷۹/۱۲/۲۵ |       |
| ۵۵   | حمام محله حاجی                          |       | قاجاریه                                            | شهرستان همدان، محله قدیمی حاجی، خیابان تختی حمام حاجی                                                    | ۳۳۷۵      | ۱۳۷۹/۱۲/۲۵ |       |
| ۵۶   | مسجد درجزین رزن                         |       | زندیه ـ قاجاریه                                    | بخش قروه در جزین دهستان درجزین سفلی روستای درجزین                                                        | ۳۷۰۱      | ۱۳۸۰/۰۱/۲۸ |       |
| ۵۷   | باغ اعتمادیه                            |       | قاجاریه                                            | جنوب شرقی شهرستان همدان، محله اعتمادیه، مجاور باغ آمریکاییها                                             | ۴۴۸۱      | ۱۳۸۰/۰۹/۰۵ |       |
| ۵۸   | خانه شهبازیان                           |       | اواخر قاجار                                        | استان همدان، ابتدای خیابان بو علی سینا، کوچه میر فندر سکی                                                | ۴۶۹۰      | ۱۳۸۰/۱۰/۱۱ |       |
| ۵۹   | خانه میرزا صارم اصلانی                  |       | پهلوی                                              | شهرستان همدان، محله غازیان، کوچه عباس مولایی                                                             | ۴۷۶۲      | ۱۳۸۰/۱۱/۲۳ |       |
| ۶۰   | مسجد نشر                                |       | قاجاریه                                            | روستای نشر بخش مرکزی همدان در محله مسجد                                                                  | ۴۸۹۱      | ۱۳۸۰/۱۲/۱۹ |       |
| ۶۱   | کنسولگری سابق بریتانیا در همدان         |       | اواخر قاجار ـ پهلوی                                | ضلع شرقی شهر همدان، خیابان فرهنگ                                                                         | ۵۰۲۱      | ۱۳۸۰/۱۲/۲۵ |       |
| ۶۲   | خانه بیژن                               |       |                                                    | شهرستان همدان، ۳۰۰ متری میدان مرکزی، ضلع شمالی خیابان شریعتی                                             | ۵۰۲۲      | ۱۳۸۰/۱۲/۲۵ |       |
| ۶۳   | حمام قلعه                               |       | قاجاریه                                            | شهرستان همدان، خیابان شریعتی، محله قلعه (قاشق تراشان) جبهه غربی استرو مردخانی                            | ۵۰۲۳      | ۱۳۸۰/۱۲/۲۵ |       |
| ۶۴   | خانه احمدی                              |       | اواخر قاجار ـ اوایل پهلوی                          | استان همدان، شهرستان همدان، محله قلعه سبزی، بلوار الوند                                                  | ۵۰۴۰      | ۱۳۸۰/۱۲/۲۵ |       |
| ۶۵   | مسجد گلپا                               |       | اواخر قاجار                                        | استان همدان، شهرستان همدان، محله گلپا، شرق خیابان بوعلی                                                  | ۵۰۴۱      | ۱۳۸۰/۱۲/۲۵ |       |
| ۶۶   | خانه صمصام نظام                         |       | اواخر قاجار                                        | استان همدان، شهرستان نهاوند، خیابان فجر اسلام، کوچه حیدری                                                | ۵۰۴۲      | ۱۳۸۰/۱۲/۲۵ |       |
| ۶۷   | مسجد حاج سر تیپ                         |       | اواخر قاجار ـ پهلوی                                | شهرستان همدان، ضلع غربی شهر، بلوار مدنی، کوچه امامزاده یحیی                                              | ۵۰۴۳      | ۱۳۸۰/۱۲/۲۵ |       |
| ۶۸   | مسجد جامع خدا کرم                       |       | اواخر قاجار                                        | شهرستان همدان، ۷۰۰ متر پائین‌تر ازمیدان مرکزی ضلع شرقی خیابان شهدا                                        | ۵۰۴۴      | ۱۳۸۰/۱۲/۲۵ |       |
| ۶۹   | عمارت سوخته                             |       | اواخر قاجار ـ پهلوی                                | شهرستان همدان، ضلع شمال شرقی شهر، خیابان فرهنگ                                                           | ۵۰۴۵      | ۱۳۸۰/۱۲/۲۵ |       |
| ۷۰   | مسجد میرزا لطف‌الله                      |       |                                                    | شهرستان همدان، شمال غربی شهر، حاشیه بلور آیت ا… کاشانی نزدیک میدان امامزاده عبدا…                        | ۵۰۴۶      | ۱۳۸۰/۱۲/۲۵ |       |
| ۷۱   | امامزاده اهل ابن علی                    |       | صفویه                                              | استان همدان، شهرستان همدان، خیابان شهدا، کوچه ملا جلیل                                                   | ۵۰۴۷      | ۱۳۸۰/۱۲/۲۵ |       |
| ۷۲   | امامزاده سید اسماعیل                    |       | صفویه                                              | استان همدان، شهرستان همدان، انتهای خیابان بابا طاهر                                                      | ۵۰۴۸      | ۱۳۸۰/۱۲/۲۵ |       |
| ۷۳   | خانه نراقی                              |       | اواخر قاجار ـ پهلوی اول                            | شهرستان همدان، خیابان عباس‌آباد، کوچه کبابیان، بن‌بست خوانساری                                             | ۶۱۴۱      | ۱۳۸۱/۰۷/۰۷ |       |
| ۷۴   | تپه آقداش                               |       | ساسانی ـ اسلامی                                    | شهرستان همدان، بخش مرکزی، دهستان سنگستان، روستای آقداش                                                   | ۷۰۱۱      | ۱۳۸۱/۱۰/۱۰ |       |
| ۷۵   | موش تپه                                 |       | تاریخی                                             | شهرستان همدان، ۵ کیلومتری مرکز شهر همدان، شهرک مدنی                                                      | ۷۰۱۲      | ۱۳۸۱/۱۰/۱۰ |       |
| ۷۶   | تپه شاهبداغ                             |       | اسلامی                                             | شهرستان همدان، بخش مرکزی، دهستان سنگستان، روستای شاه بداغ                                                | ۷۵۹۲      | ۱۳۸۱/۱۲/۱۷ |       |
| ۷۷   | تپه شاهبداغ ۲                           |       | اسلامی                                             | شهرستان همدان، بخش مرکزی، دهستان سنگستان، روستای شاهبداغ                                                 | ۷۵۹۳      | ۱۳۸۱/۱۲/۱۷ |       |
| ۷۸   | تپه ده‌پیاز                              |       | هزاره دو ق‌م                                        | شهرستان همدان، بخش مرکزی، کیلومتر ۶ جاده همدان، دهستان هگمتانه روستای ده پیاز                            | ۸۰۷۷      | ۱۳۸۲/۰۱/۲۴ |       |
| ۷۹   | تپه قهاوند                              |       | هزاره یک ق‌م ـ اسلامی                               | شهرستان همدان، بخش شراء سمت شرقی شهر قهاوند                                                              | ۸۰۷۸      | ۱۳۸۲/۰۱/۲۴ |       |
| ۸۰   | تپه خندان امزاجرد                       |       | پیش از تاریخ ـ اسلامی                              | شهرستان همدان، بخش مرکزی، دهستان هگمتانه روستای امزاجرد                                                  | ۸۰۷۹      | ۱۳۸۲/۰۱/۲۴ |       |
| ۸۱   | مسجد شریف الملک کوچک                    |       | اواخر قاجار                                        | شهر همدان، جنوب میدان آرامگاه بوعلی در خیابان بین‌النهرین، محله خاتونیه                                   | ۹۶۶۱      | ۱۳۸۲/۰۵/۲۷ |       |
| ۸۲   | پل آبشینه                               |       | زندیه ـ قاجاریه                                    | ۵ کیلومتری جاده همدان، ملایر، نزدیک روستای آبشینه                                                        | ۹۶۶۲      | ۱۳۸۲/۰۵/۲۷ |       |
| ۸۳   | خانه عراقچی                             |       | پهلوی اول                                          | شهر همدان، خیابان تختی کوچه مسجد میرزا تقی، خانه عراقچی                                                  | ۹۶۶۳      | ۱۳۸۲/۰۵/۲۷ |       |
| ۸۴   | کاروانسرای زغالی‌ها                      |       | قاجاریه                                            | شهر همدان، خیابان شهداد، میدان مفتح کوچه پای مصلی                                                        | ۹۶۶۴      | ۱۳۸۲/۰۵/۲۷ |       |
| ۸۵   | داش تپه سرای                            |       | هزاره یک ق‌م                                        | شهرستان همدان، بخش فامنین، دهستان خرم دشت، ۲۰۰ متری جنوب روستای سرای                                     | ۹۸۵۸      | ۱۳۸۲/۰۶/۱۱ |       |
| ۸۶   | سرای قلمدانی                            |       | قاجاریه                                            | همدان، خیابان باباطاهر، راسته بازار نخود بریزها، سرای قلمدانی                                            | ۹۸۵۹      | ۱۳۸۲/۰۶/۱۱ |       |
| ۸۷   | تپه نهران                               |       | تاریخی ـ اسلامی                                    | شهرستان همدان، بخش مرکزی، دهستان هگمتانه، پشت نیروگاه غرب، شمال روستای نهران                             | ۹۸۶۰      | ۱۳۸۲/۰۶/۱۱ |       |
| ۸۸   | تپه زرقان ۱                             |       | اواخرتاریخی ـ اسلامی                               | شهرستان همدان، بخش فامنین، دهستان خرم دشت، ۱۰۰ متری شمال شرق روستای زرقان                                | ۹۸۶۱      | ۱۳۸۲/۰۶/۱۱ |       |
| ۸۹   | تپه زرقان ۲                             |       | تاریخی ـ اسلامی                                    | شهرستان همدان، بخش فامنین، دهستان خرم دشت، شرق روستای زرقان                                              | ۹۸۶۲      | ۱۳۸۲/۰۶/۱۱ |       |
| ۹۰   | تپه زرقان ۳                             |       | تاریخی ـ اسلامی                                    | شهرستان همدان، بخش فامنین، دهستان خرمدشت، روستای زرقان                                                   | ۹۸۶۳      | ۱۳۸۲/۰۶/۱۱ |       |
| ۹۱   | تپه بزرگ شماره چهار زرقان               |       | تاریخی ـ اسلامی                                    | شهرستان همدان، بخش فامنین، دهستان خرم دشت، روستای زرقان                                                  | ۹۸۶۴      | ۱۳۸۲/۰۶/۱۱ |       |
| ۹۲   | تپه گورستان میلاجرد                     |       | تاریخی                                             | شهرستان همدان، بخش شراء، دهستان چاه دشت، یک کیلومتری غرب روستای میلاجرد                                  | ۹۸۶۵      | ۱۳۸۲/۰۶/۱۱ |       |
| ۹۳   | قزل تپه میلاجرد                         |       | تاریخی ـ اسلامی                                    | شهرستان همدان، بخش شراء، دهستان چاه دشت، یک کیلومتری جنوب غرب روستای میلاجرد                             | ۹۸۶۶      | ۱۳۸۲/۰۶/۱۱ |       |
| ۹۴   | تپه نشانگاه                             |       | تاریخی ـ اسلامی                                    | شهرستان همدان، بخش فامنین، دهستان خرم دشت، ۵۰۰ متری شمال روستای نصیر آباد                                | ۹۸۶۷      | ۱۳۸۲/۰۶/۱۱ |       |
| ۹۵   | تپه کوچک نصیرآباد                       |       | تاریخی                                             | شهرستان همدان، بخش فامنین، دهستان خرم دشت، روستای نصیرآباد                                               | ۹۸۶۸      | ۱۳۸۲/۰۶/۱۱ |       |
| ۹۶   | قوشه تپه قزل‌آباد ۱                      |       | هزاره یک ق‌م                                        | شهرستان همدان، بخش فامنین، دهستان مفتح، دو کیلومتری جنوب شرق روستای قزل آباد                             | ۹۸۶۹      | ۱۳۸۲/۰۶/۱۱ |       |
| ۹۷   | قوشه تپه قزل‌آباد ۲                      |       | هزاره یک ق‌م                                        | شهرستان همدان، بخش فامنین، دهستان مفتح، دو کیلومتری جنوب شرق روستای قزل آباد                             | ۹۸۷۰      | ۱۳۸۲/۰۶/۱۱ |       |
| ۹۸   | هتل بوعلی                               |       | اوایل پهلوی                                        | همدان، میدان جهاد، انتهای خ بوعلی                                                                        | ۹۸۷۱      | ۱۳۸۲/۰۶/۱۱ |       |
| ۹۹   | ساختمان بانک کارگشایی همدان             |       | اوایل پهلوی                                        | خیابان شریعتی روبروی آرامگاه استرومردخای، ۱۵۰ متری میدان مرکزی شهر                                       | ۹۸۷۲      | ۱۳۸۲/۰۶/۱۱ |       |
| ۱۰۰  | خانه پوستی زاده                         |       | اواخر قاجار                                        | همدان، بلوار علویان، میدان عین القضات نبش بلوار الوند                                                    | ۹۸۷۳      | ۱۳۸۲/۰۶/۱۱ |       |
| ۱۰۱  | تپه گورستان قوشجه شماره ۱               |       | تاریخی ـ اسلامی                                    | شهرستان همدان، بخش فامنین دهستان مفتح، ۵۰۰ متری شمال روستای قوشجه                                        | ۹۸۷۴      | ۱۳۸۲/۰۶/۱۱ |       |
| ۱۰۲  | تپه بزرگ قوشجه شماره ۲                  |       | هزاره دو وهزاره یک ق‌م                              | شهرستان همدان، بخش فامنین، دهستان مفتح، ۵۰۰ متری شمال روستای قوشجه                                       | ۹۸۷۵      | ۱۳۸۲/۰۶/۱۱ |       |
| ۱۰۳  | تپه بزرگ یسرلو شماره ۱                  |       | تاریخی                                             | شهرستان همدان، بخش شراء، دهستان چاه دشت، روستای یسرلو                                                    | ۹۸۷۶      | ۱۳۸۲/۰۶/۱۱ |       |
| ۱۰۴  | تپه خوش‌آباد                             |       | تاریخی                                             | شهرستان همدان، بخش فامنین، دهستان خرم دشت، شرق روستای خوش آباد                                           | ۹۸۷۷      | ۱۳۸۲/۰۶/۱۱ |       |
| ۱۰۵  | تپه کوچک سرای                           |       | هزاره یک ق‌م                                        | شهرستان همدان، بخش فامنین، دهستان خرم دشت، ۳۰۰ متری جنوب شرق روستای سرای                                 | ۹۸۷۸      | ۱۳۸۲/۰۶/۱۱ |       |
| ۱۰۶  | تپه قره دای                             |       | تاریخی ـ اسلامی                                    | شهرستان همدان، بخش فامنین، دهستان پیشخور، روستای قره دای                                                 | ۹۸۷۹      | ۱۳۸۲/۰۶/۱۱ |       |
| ۱۰۷  | بافت روستای سیمین ابرو                  |       | قاجاریه                                            | شهرستان همدان، بخش مرکزی، دهستان ابرو، روستای سیمین ابرو                                                 | ۱۰۱۷۲     | ۱۳۸۲/۰۶/۲۳ |       |
| ۱۰۸  | امامزاده هادی بن علی                    |       | مغول                                               | همدان، میدان بابا طاهر، در محدوده فضای سبز میدان بابا طاهر                                               | ۱۱۴۰۵     | ۱۳۸۳/۱۲/۲۴ |       |
| ۱۰۹  | قره‌تپه                                  |       | پیش از تاریخ ـ تاریخی                              | شهرستان همدان، بخش فامنین، دهستان مفتح، ۲ک م شرق شهرفامنین                                               | ۱۱۸۸۸     | ۱۳۸۴/۰۳/۱۸ |       |
| ۱۱۰  | انبارغله                                |       | پهلوی                                              | همدان، انتهای خ پاستور، پشت بیمارستان سینا، انبارغله                                                     | ۱۱۹۴۸     | ۱۳۸۴/۰۴/۰۵ |       |
| ۱۱۱  | مسجد شریف الملک کوچک                    |       | اوایل پهلوی                                        | همدان، میدان آرامگاه بوعلی، خیابان بین‌النهرین، محله خاتونیه، ضلع جنوبی آرامگاه                           | ۱۱۹۴۹     | ۱۳۸۴/۰۴/۰۵ |       |
| ۱۱۲  | نیروگاه                                 |       | پهلوی                                              | همدان، خیابان عباس‌آباد، دامنه تپه عباس‌آباد، گنجینه برق استان همدان                                       | ۱۱۹۵۰     | ۱۳۸۴/۰۴/۰۵ |       |
| ۱۱۳  | محله کبابیان                            |       | قاجاریه                                            | همدان، خیابان شریعتی، محله کبابیان                                                                       | ۱۱۹۵۱     | ۱۳۸۴/۰۴/۰۵ |       |
| ۱۱۴  | حمام قلعه شورین                         |       | پهلوی                                              | شهرستان همدان، بخش مرکزی، دهستان سنگستان، روستای شورین                                                   | ۱۱۹۵۲     | ۱۳۸۴/۰۴/۰۵ |       |
| ۱۱۵  | مسجد کبابیان                            |       | قاجاریه                                            | همدان، خیابان شریعتی، محله کبابیان                                                                       | ۱۱۹۵۳     | ۱۳۸۴/۰۴/۰۵ |       |
| ۱۱۶  | خانه سیفی                               |       | اواخر قاجار                                        | همدان، خ نظر بیگ، محله جولان، خانه قدیمی صیفی                                                            | ۱۳۰۳۹     | ۱۳۸۴/۰۵/۲۲ |       |
| ۱۱۷  | خانه صابریون                            |       | اواخر قاجاریه                                      | همدان، خ طالقانی، چهارراه، کوچه روبروی شرکت فرش                                                          | ۱۶۳۳۶     | ۱۳۸۵/۰۸/۲۴ |       |
| ۱۱۸  | مجموعه باغ و عمارت قراگوزلو             |       | اواخر قاجاریه ـ اوایل پهلوی                        | شهرستان همدان، بخش مرکزی، دهستان سنگستان، روستای سنگستان                                                 | ۱۶۴۸۲     | ۱۳۸۵/۰۸/۲۷ |       |
| ۱۱۹  | حمام کبابیان                            |       | قاجاریه                                            | شهر همدان، خ شریعتی، چهار راه کبابیان، محله کبابیان                                                      | ۱۶۴۸۳     | ۱۳۸۵/۰۸/۲۷ |       |
| ۱۲۰  | باغ و عمارت بیدع الحکما                 |       | اوایل پهلوی                                        | شهر همدان، جاده قدیم دره مراد بیگ، سمت چپ، جنب باغ یهودیها                                               | ۱۶۴۸۵     | ۱۳۸۵/۰۸/۲۷ |       |
| ۱۲۱  | باغ و عمارت آمریکائیها                  |       | اوایل پهلوی                                        | همدان، خ ۳۰ م عمار، پشت آپارتمانهای جانبازان، خانه آمریکائیها                                            | ۱۶۴۸۶     | ۱۳۸۵/۰۸/۲۷ |       |
| ۱۲۲  | باغ و عمارت جنت                         |       | اوایل پهلوی                                        | شهر همدان، خ سعیدیه، چهارراه سعیدیه، مدرسه جنت                                                           | ۱۶۴۹۰     | ۱۳۸۵/۰۸/۲۷ |       |
| ۱۲۳  | بقایای قز قلعه سی                       |       | ساسانی                                             | شهرستان همدان، بخش مرکزی دهستان سنگستان، روستای سرخ‌آباد، ۵ کیلومتری غرب روستای سرخ‌آباد                   | ۱۶۴۹۱     | ۱۳۸۵/۰۸/۲۷ |       |
| ۱۲۴  | حمام جولان                              |       | اواخر قاجاریه ـ اوایل پهلوی                        | شهر همدان، خ شهدا، محله جولان                                                                            | ۱۶۶۶۱     | ۱۳۸۵/۱۰/۰۳ |       |
| ۱۲۵  | خانه صمدی                               |       | قاجاریه                                            | شهر همدان، خیابان شهدا، سی متری جولان، اول کوچه باغچه حاج ناصر، پلاک ۲                                   | ۱۶۷۰۵     | ۱۳۸۵/۱۰/۰۳ |       |
| ۱۲۶  | خانه عبادی                              |       | اوایل پهلوی                                        | شهر همدان، میدان آرامگاه بوعلی، ابتدای خ پاستور                                                          | ۱۷۰۴۴     | ۱۳۸۵/۱۱/۰۸ |       |
| ۱۲۷  | بانک سپه                                |       | قرن ۱۴ ه‍.ق                                          | شهرستان همدان، شهر همدان، ابتدای خیابان شریعتی، بانک سپه                                                 | ۱۷۱۲۸     | ۱۳۸۵/۱۱/۲۳ |       |
| ۱۲۸  | گیلدر تپه                               |       | تاریخی ـ اوایل اسلامی                              | شهرستان همدان، بخش مرکزی، دهستان سنگستان، اراضی روستای گرگوز و قمچاق                                     | ۱۷۱۲۹     | ۱۳۸۵/۱۱/۲۳ |       |
| ۱۲۹  | تپه چلانقی                              |       | مس و سنگ ـ مفرغ قدیم                               | شهرستان همدان، بخش مرکزی، دهستان سنگستان، اراضی روستای آقداش                                             | ۱۷۱۳۰     | ۱۳۸۵/۱۱/۲۳ |       |
| ۱۳۰  | تپه مرتع بلاغ                           |       | تاریخی ـ قرون اولیه و میانه اسلامی                 | شهرستان همدان، بخش مرکزی، دهستان سنگستان، ۳۰۰ م ضلع شمالی روستای مرتع بلاغ                               | ۱۷۱۳۱     | ۱۳۸۵/۱۱/۲۳ |       |
| ۱۳۱  | پیسه تپه III                            |       | قرون اولیه و میانه اسلامی                          | شهرستان همدان، بخش مرکزی، دهستان هگمتانه، شهر جورقان                                                     | ۱۷۱۳۲     | ۱۳۸۵/۱۱/۲۳ |       |
| ۱۳۲  | تپه مرتع بلاغ II                        |       | تاریخی ـ قرون اولیه و میانه اسلامی                 | شهرستان همدان، بخش مرکزی، دهستان سنگستان، ۳۰۰ م از ضلع شمالی روستای مرتع بلاغ                            | ۱۷۱۳۳     | ۱۳۸۵/۱۱/۲۳ |       |
| ۱۳۳  | تپه گورستان عربلو                       |       | اشکانی                                             | شهرستان همدان، بخش مرکزی، دهستان سنگستان، ۲/۵ کیلومتری ضلع شرقی روستای عربلو                             | ۱۷۱۳۴     | ۱۳۸۵/۱۱/۲۳ |       |
| ۱۳۴  | تپه کپک لو IV                           |       | اشکانی                                             | شهرستان همدان، بخش مرکزی، دهستان سنگستان، ۳ کیلومتری روستای گرگوز                                        | ۱۷۱۳۵     | ۱۳۸۵/۱۱/۲۳ |       |
| ۱۳۵  | تپه کپک لو III                          |       | اشکانی                                             | شهرستان همدان، بخش مرکزی، دهستان سنگستان، ۳ کیلومتری روستای گرگوز                                        | ۱۷۱۳۶     | ۱۳۸۵/۱۱/۲۳ |       |
| ۱۳۶  | تپه کپک لو II                           |       | تاریخی ـ قرون اولیه اسلامی                         | شهرستان همدان، بخش مرکزی، دهستان سنگستاان، ۳ کیلومتری روستای گرگوز                                       | ۱۷۱۳۷     | ۱۳۸۵/۱۱/۲۳ |       |
| ۱۳۷  | تپه قلعه داغ                            |       | آهن III                                            | شهرستان همدان، بخش مرکزی، دهستان سنگستان، یک کیلومتری غرب روستای آقداش                                   | ۱۷۱۳۸     | ۱۳۸۵/۱۱/۲۳ |       |
| ۱۳۸  | تپه ایستینی کسن                         |       | تاریخی ـ قرون اولیه اسلامی                         | شهرستان همدان، بخش مرکزی، دهستان هگمتانه، ۲۵۰ م ضلع شمالی روستای ده پیاز                                 | ۱۷۱۳۹     | ۱۳۸۵/۱۱/۲۳ |       |
| ۱۳۹  | تپه گورستان قدیمی امزاجرد               |       | قرون میانه و متاخر اسلامی                          | شهرستان همدان، بخش مرکزی، دهستان هگمتانه، ۲۵۰ م ضلع شمالی روستای امزاجرد                                 | ۱۷۱۴۰     | ۱۳۸۵/۱۱/۲۳ |       |
| ۱۴۰  | تپه کپک لو I                            |       | قرون میانه اسلامی                                  | شهرستان همدان، بخش مرکزی، دهستان سنگستان، ۲/۵ کیلومتری ضلع شرقی روستای گرگوز                             | ۱۷۱۴۱     | ۱۳۸۵/۱۱/۲۳ |       |
| ۱۴۱  | تپه ماشا اله زاغه                       |       | قرون میانه اسلامی                                  | شهرستان همدان، بخش مرکزی، دهستان سنگستان، ۱/۵ کیلومتری ضلع شرقی روستای گرگوز                             | ۱۷۱۴۲     | ۱۳۸۵/۱۱/۲۳ |       |
| ۱۴۲  | تپه یلفان II                            |       | عصر آهن II ـ III                                   | شهرستان همدان، بخش مرکزی، دهستان الوند کوه شرقی، روستای یلفان، ضلع جنوبی دریاچه سد                       | ۱۷۱۴۳     | ۱۳۸۵/۱۱/۲۳ |       |
| ۱۴۳  | مسجد خوش‌آباد                            |       | قاجاریه                                            | شهرستان همدان، بخش فامنین، دهستان خرم دشت، روستای خوش آباد                                               | ۱۷۱۴۴     | ۱۳۸۵/۱۱/۲۳ |       |
| ۱۴۴  | حمام قدیمی امزاجرد                      |       | قرن ۱۴ ه‍.ق                                          | شهرستان همدان، بخش مرکزی، دهستان هگمتانه، روستای امزاجرد                                                 | ۱۷۱۴۵     | ۱۳۸۵/۱۱/۲۳ |       |
| ۱۴۵  | مسجد خماجین                             |       | اوایل قاجاریه                                      | شهرستان همدان، بخش فامنین، دهستان خرم دشت، روستای خماچین                                                 | ۱۷۱۴۶     | ۱۳۸۵/۱۱/۲۳ |       |
| ۱۴۶  | پیسه تپه                                |       | تاریخی ـ قرون اولیه اسلامی                         | شهرستان همدان، بخش مرکزی، دهستان هگمتانه، روستای جورقان                                                  | ۱۷۴۵۱     | ۱۳۸۵/۱۲/۰۶ |       |
| ۱۴۷  | تپه آغچه خرابه سیدان                    |       | تاریخی ـ قرون اولیه، میانه و متأخر اسلامی          | شهرستان همدان، بخش مرکز ی، دهستان هگمتانه، چسبیده به ضلع جنوبی روستای آغچه خرابه                         | ۱۷۴۵۲     | ۱۳۸۵/۱۲/۰۶ |       |
| ۱۴۸  | تپه گورستان بهرام‌آباد                   |       | تاریخی ـ قرون اولیه و میانه اسلامی                 | شهرستان همدان، بخش مرکزی، دهستان هگمتانه، روستای بهرام آباد، ۲۰۰ م ضلع جنوبی روستا                       | ۱۷۴۵۳     | ۱۳۸۵/۱۲/۰۶ |       |
| ۱۴۹  | تپه یلفان III                           |       | تاریخی ـ قرون اولیه اسلامی                         | شهرستان همدان، بخش مرکزی، دهستان الوند کوه شرقی، روستای یلفان، ضلع جنوبی دریاچه سد                       | ۱۷۴۵۴     | ۱۳۸۵/۱۲/۰۶ |       |
| ۱۵۰  | تپه و گورستان سیاه کمر                  |       | تاریخی ـ قرون متأخر اسلامی                         | شهرستان همدان، بخش مرکزی، دهستان گنبد، ۵۰ م ضلع غربی روستای سیاه کمر                                     | ۱۷۴۵۵     | ۱۳۸۵/۱۲/۰۶ |       |
| ۱۵۱  | تپه حیدره                               |       | قرون اولیه و میانه اسلامی                          | شهرستان همدان، بخش مرکزی، دهستان الوند کوه غربی، روستای حیدره                                            | ۱۷۴۵۶     | ۱۳۸۵/۱۲/۰۶ |       |
| ۱۵۲  | تپه گورستان امزاجرد                     |       | تاریخی ـ قرون میانه و متأخر اسلامی                 | شهرستان همدان، بخش مرکزی، دهستان هگمتانه، ۲۰۰ م از ضلع جنوبی روستای امامزاجرد                            | ۱۷۴۵۷     | ۱۳۸۵/۱۲/۰۶ |       |
| ۱۵۳  | پیسیه تپه V                             |       | آهن II ـ تاریخی ـ قرون اولیه، میانه و متآخر اسلامی | شهرستان همدان، بخش مرکزی، دهستان هگمتانه                                                                 | ۱۷۴۵۸     | ۱۳۸۵/۱۲/۰۶ |       |
| ۱۵۴  | تپه بهرام‌آباد                           |       | مس و سنگ ـ تاریخی                                  | شهرستان همدان، بخش مرکزی، دهستان هگمتانه، چسبیده به ضلع غربی روستای بهرام آباد                           | ۱۷۴۵۹     | ۱۳۸۵/۱۲/۰۶ |       |
| ۱۵۵  | تپه مروان                               |       | مس و سنگ ـ تاریخی ـ قرون اولیه اسلامی              | شهرستان همدان، بخش مرکزی، دهستان الوند کوه غربی، ۸۰۰ م روستای دیزج                                       | ۱۷۴۶۰     | ۱۳۸۵/۱۲/۰۶ |       |
| ۱۵۶  | تپه ینگجه                               |       | تاریخی ـ قرون اولیه اسلامی                         | شهرستان همدان، بخش مرکزی، دهستان الوند کوه غربی، اراضی غربی روستای ینگجه، یک کیلومتری شرق روستا          | ۱۷۴۶۱     | ۱۳۸۵/۱۲/۰۶ |       |
| ۱۵۷  | آلخان تپه                               |       | هزاره اول ق‌م ـ تاریخی ـ قرون اولیه اسلامی          | شهرستان همدان، بخش مرکزی، دهستان سنگستان، ۲ک م ضلع شمالی روستای مرتع بلاغ                                | ۱۷۴۶۲     | ۱۳۸۵/۱۲/۰۶ |       |
| ۱۵۸  | تپه الله‌وردی‌خان                         |       | تاریخی                                             | شهرستان همدان، بخش مرکزی، دهستان الوند کوه شرقی، سمت اراضی غربی روستای تفریجان                           | ۱۷۴۶۳     | ۱۳۸۵/۱۲/۰۶ |       |
| ۱۵۹  | گاو تپه                                 |       | تاریخی                                             | شهرستان همدان، بخش مرکزی، دهستان هگمتانه، سمت شرقی و کنار بافت مسکونی شهرک مدنی                          | ۱۷۸۶۹     | ۱۳۸۵/۱۲/۱۴ |       |
| ۱۶۰  | تپه پیسه IV                             |       | قرون میانه اسلامی                                  | شهرستان همدان، بخش مرکزی، دهستان هگمتانه، ۵۵۰ م ضلع جنوبی شهر جورقان                                     | ۱۷۸۷۰     | ۱۳۸۵/۱۲/۱۴ |       |
| ۱۶۱  | پیسه تپه II                             |       | تاریخی ـ قرون اولیه اسلامی                         | شهرستان همدان، بخش مرکزی، دهستان هگمتانه، ۹۰۰ م ضلع جنوب غربی شهر جورقان                                 | ۱۷۸۷۱     | ۱۳۸۵/۱۲/۱۴ |       |
| ۱۶۲  | خانه نائینی                             |       | اواخر قاجاریه ـ اوایل پهلوی                        | شهر همدان، خ طالقانی، منطقه گلپا، روبروی کوچه سامان، مدرسه صالحان هگمتان                                 | ۱۹۱۵۶     | ۱۳۸۶/۰۳/۰۳ |       |
| ۱۶۳  | مسجد یسرلو                              |       | اوایل قاجاریه                                      | شهرستان همدان، بخش شراء، دهستان جیحون دشت، روستای یسرلو                                                  | ۲۱۵۹۳     | ۱۳۸۶/۱۲/۰۷ |       |
| ۱۶۴  | مدرسه آزاد                              |       | اوایل پهلوی                                        | شهر همدان، ابتدای خیابان شریعتی، روبروی بانک کارگشایی                                                    | ۲۱۶۲۸     | ۱۳۸۶/۱۲/۰۷ |       |
| ۱۶۵  | تپه مریانج                              |       | تاریخی                                             | شهرستان همدان، بخش مرکزی، اراضی شهر مریانج، پشت رستوران سرچشمه، دو کیلومتری جاده اصلی همدان به کرمانشاه  | ۲۱۶۴۱     | ۱۳۸۶/۱۲/۰۷ |       |
| ۱۶۶  | سنگ‌نگاره‌های مزرعه حاج مد                |       | پیش از تاریخ                                       | شهرستان همدان، بخش مرکزی، دهستان ابرو، روستای دره مراد بیک، مزرعه حاج مد                                 | ۲۴۳۰۹     | ۱۳۸۷/۱۰/۱۵ |       |
| ۱۶۷  | سنگ‌نگاره‌های دیوین دسته ۲                |       | هزاره ۶–۳ق‌م                                        | شهرستان همدان، بخش مرکزی، دهستان ابرو، روستای دیویجین، دره دیوین                                         | ۲۴۳۱۰     | ۱۳۸۷/۱۰/۱۵ |       |
| ۱۶۸  | سنگ‌نگاره‌های دیوین دسته ۱                |       | هزاره ۶ تا ۳ ق‌م                                    | شهرستان همدان، بخش مرکزی، دهستان ابرو، روستای دیویجین، دره دیوین                                         | ۲۴۳۱۱     | ۱۳۸۷/۱۰/۱۵ |       |
| ۱۶۹  | سنگ‌نگاره‌های دیوین دسته ۶                |       | هزاره ۳ تا ۶ ق‌م                                    | شهرستان همدان، بخش مرکزی، دهستان ابرو، روستای دیویجین، دره دیوین                                         | ۲۴۳۱۲     | ۱۳۸۷/۱۰/۱۵ |       |
| ۱۷۰  | سنگ‌نگاره‌های دیوین دسته ۳                |       | هزاره ۶ تا ۳ ق‌م                                    | شهرستان همدان، بخش مرکز ی، دهستان ابرو، روستای دیویجین، دره دیوین                                        | ۲۴۳۱۳     | ۱۳۸۷/۱۰/۱۵ |       |
| ۱۷۱  | سنگ‌نگاره‌های دیوین دسته ۵                |       | هزاره ۶–۳ ق. م                                     | شهرستان همدان، بخش مرکزی، دهستان ابرو، روستای دیویجین، دره دیوین                                         | ۲۴۳۱۴     | ۱۳۸۷/۱۰/۱۵ |       |
| ۱۷۲  | سنگ‌نگاره‌های دره مرادبیک                 |       | هزاره ۶تا۳ ق‌م                                      | شهرستان همدان، بخش مرکز ی، دهستان ابرو، روستای دره مرادبیک                                               | ۲۴۳۱۵     | ۱۳۸۷/۱۰/۱۵ |       |
| ۱۷۳  | سنگ‌نگاره‌های چشمه ملک                    |       | هزاره ۳–۶ ق‌م                                       | شهرستان همدان، بخش مرکزی، دهستان ابرو، روستای دیویجین (دیوین)، دره دیوین، چشمه ملک                       | ۲۴۳۱۶     | ۱۳۸۷/۱۰/۱۵ |       |
| ۱۷۴  | سنگ‌نگاره‌های تاریک دره                   |       | هزاره ۲۰ تا ۱۵ ق. م                                | شهر همدان، عباس‌آباد، دره تاریک دره                                                                       | ۲۴۳۱۷     | ۱۳۸۷/۱۰/۱۵ |       |
| ۱۷۵  | سنگ‌نگاره‌های دیوین دسته ۴                |       | هزاره ۶تا ۳ ق‌م                                     | شهرستان همدان، بخش مرکز ی، دهستان ابرو، روستای دیویجین (دیوین ۹، دهر دیوین                               | ۲۴۳۱۹     | ۱۳۸۷/۱۰/۱۵ |       |
| ۱۷۶  | تپه مریانج II                           |       | تاریخی                                             | شهرستان همدان، بخش مرکزی، دهستان الوند کوه شرقی، سمت راست جاده همدان به کرمانشاه، پشت رستوران سرچشمه     | ۲۴۳۲۱     | ۱۳۸۷/۱۰/۱۵ |       |
| ۱۷۷  | مسجد حاج زینل                           |       | قاجاریه ـ پهلوی                                    | شهر همدان، خیابان شهدا، چهار باغ شهید دکتر مفتح، خیابان نظربیک                                           | ۲۴۳۳۰     | ۱۳۸۷/۱۰/۱۵ |       |
| ۱۷۸  | دبیرستان شریعتی                         |       | پهلوی اول                                          | شهر همدان، خیابان مهدیه                                                                                  | ۲۴۳۳۲     | ۱۳۸۷/۱۰/۱۵ |       |
| ۱۷۹  | حمام حاج حافظ                           |       | قاجاریه                                            | شهر همدان، بلوار شهید آیت اله مدنی، بلوار پانزده فروردین، کوچه اقبال، حمام حاج حافظ                      | ۲۴۶۳۷     | ۱۳۸۷/۱۱/۲۷ |       |
| ۱۸۰  | دفتر کارخانه چرم‌سازی                    |       | پهلوی                                              | شهر همدان، خیابان آزادگان، انتهای خیابان توحید، دانشکده کشاورزی دانشگاه بوعلی سینا                       | ۲۵۱۱۳     | ۱۳۸۷/۱۲/۱۸ |       |
| ۱۸۱  | کوره آجرپزی (رشت)                       |       | پهلوی                                              | شهرستان همدان، بخش مرکزی، دهستان هکمتانه، روستای جورقان                                                  | ۲۵۱۲۰     | ۱۳۸۷/۱۲/۱۸ |       |
| ۱۸۲  | کاروان‌سرای روحیه                        |       | قاجاریه ـ پهلوی                                    | شهر همدان، میدان امام، خیابان اکباتان                                                                    | ۲۵۱۲۲     | ۱۳۸۷/۱۲/۱۸ |       |
| ۱۸۳  | کاروان‌سرای بانک                         |       | قاجاریه ـ پهلوی                                    | شهر همدان، میدان امام، خیابان بابا طاهر                                                                  | ۲۵۱۲۳     | ۱۳۸۷/۱۲/۱۸ |       |
| ۱۸۴  | کاروان‌سرای قبله                         |       | قاجاریه                                            | شهر همدان، میدان امام خمینی، خیابان باباطاهر، راسته قبله، کاروانسرای قبله                                | ۲۵۱۲۴     | ۱۳۸۷/۱۲/۱۸ |       |
| ۱۸۵  | کاروان‌سرای نو                           |       | قاجاریه ـ پهلوی                                    | شهر همدان، میدان امام، خیابان باباطاهر                                                                   | ۲۵۱۲۵     | ۱۳۸۷/۱۲/۱۸ |       |
| ۱۸۶  | کاروان‌سرای یعقوب یاری                   |       | قاجاریه                                            | شهرهمدان، میدان امام، خیابان بابا طاهر، راسته پیغمبر، کاروانسرای یعقوب یاری                              | ۲۵۱۲۶     | ۱۳۸۷/۱۲/۱۸ |       |
| ۱۸۷  | تپه قزل تپه                             |       | اشکانی ـ ساسانی                                    | شهرستان همدان، بخش شراء، دهستان چاه دشت، روستای میلاجرد                                                  | ۲۵۱۳۰     | ۱۳۸۷/۱۲/۱۸ |       |
| ۱۸۸  | حاجی خان تپه                            |       | اشکانی ـ ساسانی ـ قرون اولیه اسلامی                | شهرستان همدان، بخش فامنین، دهستان خرم دشت، روستای زرقان                                                  | ۲۵۱۳۱     | ۱۳۸۷/۱۲/۱۸ |       |
| ۱۸۹  | تپه ۲ جیحون‌آباد                         |       | هزاره یک ق‌م ـ آهن II , III                         | شهرستان همدان، بخش شراء، دهستان جیحون دشت، روستای جیحون آباد                                             | ۲۵۱۳۲     | ۱۳۸۷/۱۲/۱۸ |       |
| ۱۹۰  | تپه بالای‌آبادی                          |       | قرون متاخر اسلامی                                  | شهرستان همدان، بخش شراء، دهستان جیحون دشت، روستای یکله                                                   | ۲۵۱۳۳     | ۱۳۸۷/۱۲/۱۸ |       |
| ۱۹۱  | تپه یکله تپه                            |       | تاریخی                                             | شهرستان همدان، بخش شراء، دهستان جیحون دشت، روستای یکله                                                   | ۲۵۱۳۴     | ۱۳۸۷/۱۲/۱۸ |       |
| ۱۹۲  | کهنه گورستان دشته                       |       | هزاره یک ق‌م ـ تاریخی ـ قرون متاخر اسلامی           | شهرستان همدان، بخش شراء، دهستان جیحون دشت، روستای دشته                                                   | ۲۵۱۳۵     | ۱۳۸۷/۱۲/۱۸ |       |
| ۱۹۳  | قوشاتپه (همدان)                         |       | تاریخی                                             | شهرستان همدان، بخش شراء، دهستان شور دشت، ۷۰۰ م شمال غرب روستای خیرآباد                                   | ۲۵۱۳۶     | ۱۳۸۷/۱۲/۱۸ |       |
| ۱۹۴  | تپه کردآباد                             |       | تاریخی ـ قرون میانه اسلامی                         | شهرستان همدان، بخش شراء، دهستان جیحون دشت، روستای بویاقچی                                                | ۲۵۱۳۷     | ۱۳۸۷/۱۲/۱۸ |       |
| ۱۹۵  | تپه هیزج                                |       | تاریخی ـ قرون میانه و متاخر اسلامی                 | شهرستان همدان، بخش شراء، دهستان جیحون دشت، روستای هیزج                                                   | ۲۵۱۳۸     | ۱۳۸۷/۱۲/۱۸ |       |
| ۱۹۶  | خماجین‌تپه                               |       | تاریخی ـ قرون میانه و متاخر اسلامی                 | شهرستان همدان، بخش شراء، دهستان شوردشت، ۲۷۰۰ م شمال غرب روستای خماجین                                    | ۲۵۱۳۹     | ۱۳۸۷/۱۲/۱۸ |       |
| ۱۹۷  | دگیرمان تپه                             |       | هزاره یک ق‌م ـ تاریخی                               | شهرستان همدان، بخش شراء، دهستان جیحون دشت، روستای دشته                                                   | ۲۵۱۴۰     | ۱۳۸۷/۱۲/۱۸ |       |
| ۱۹۸  | تپه شمالی دولت‌آباد                      |       | تاریخی ـ قرون اولیه و میانه اسلامی                 | شهرستان همدان، بخش شراء، دهستان شوردشت، روستای دولت‌آباد                                                  | ۲۵۱۴۱     | ۱۳۸۷/۱۲/۱۸ |       |
| ۱۹۹  | تپه قزقلعه                              |       | تاریخی                                             | شهرستان همدان، بخش شراء، دهستان شوردشت، روستای مسلم آّباد                                                 | ۲۵۱۴۲     | ۱۳۸۷/۱۲/۱۸ |       |
| ۲۰۰  | تپه کوره علی باغ                        |       | قرون میانه و متاخر اسلامی                          | شهرستان همدان، بخش شراء، دهستان جیحون دشت، روستای یکله                                                   | ۲۵۱۴۳     | ۱۳۸۷/۱۲/۱۸ |       |
| ۲۰۱  | تپه ۱ جیحون‌آباد                         |       | هزاره یک ق‌م                                        | شهرستان همدان، بخش شراء، دهستان جیحون دشت، روستای جیحون آباد                                             | ۲۵۱۴۴     | ۱۳۸۷/۱۲/۱۸ |       |
| ۲۰۲  | تپه گورو                                |       | هزاره یک ق‌م ـ تاریخی ـ قرون میانه اسلامی           | شهرستان همدان، بخش شراء، دهستان جیحون دشت، روستای احمدآباد                                               | ۲۵۱۴۵     | ۱۳۸۷/۱۲/۱۸ |       |
| ۲۰۳  | تپه دشته                                |       | هزاره یک ق‌م ـ تاریخی                               | شهرستان همدان، بخش شراء، دهستان جیحون دشت، روستای دشته                                                   | ۲۵۱۴۶     | ۱۳۸۷/۱۲/۱۸ |       |
| ۲۰۴  | تپه کاظمی                               |       | ساسانی ـ قرون میانه اسلامی                         | شهرستان همدان، بخش شراء، دهستان جیحون دشت، روستای یکله                                                   | ۲۵۱۴۷     | ۱۳۸۷/۱۲/۱۸ |       |
| ۲۰۵  | تپه حسینی                               |       | اشکانی ـ ساسانی                                    | شهرستان همدان، بخش شراء، دهستان شور دشت، روستای خماجین                                                   | ۲۵۱۴۸     | ۱۳۸۷/۱۲/۱۸ |       |
| ۲۰۶  | گورستان بویاقچی                         |       | قرون متاخر اسلامی                                  | شهرستان همدان، بخش شراء، دهستان جیحون دشت، روستای بویاقچی                                                | ۲۵۱۴۹     | ۱۳۸۷/۱۲/۱۸ |       |
| ۲۰۷  | تپه آق‌تپه                               |       | تاریخی                                             | شهرستان همدان، بخش شراء، دهستان جیحون دشت، روستای دیزج                                                   | ۲۵۱۵۰     | ۱۳۸۷/۱۲/۱۸ |       |
| ۲۰۸  | تپه آق تپه                              |       | تاریخی ـ قرون میانه و متاخر اسلامی                 | شهرستان همدان، بخش شراء، دهستان جیحون دشت، روستای شیرین آباد                                             | ۲۵۱۵۱     | ۱۳۸۷/۱۲/۱۸ |       |
| ۲۰۹  | قوشا تپه (غربی)                         |       | تاریخی                                             | شهرستان همدان، بخش شراء، دهستان شوردشت، روستای فیروزآباد                                                 | ۲۵۱۵۲     | ۱۳۸۷/۱۲/۱۸ |       |
| ۲۱۰  | تپه چلیک تپه                            |       | هزاره ۱ق‌م                                          | شهرستان همدان، بخش شراء، دهستان شوردشت، روستای فیروزآباد                                                 | ۲۵۱۵۳     | ۱۳۸۷/۱۲/۱۸ |       |
| ۲۱۱  | چال تپه غربی                            |       | هزاره یک ق‌م ـ تاریخی                               | شهرستان همدان، بخش شراء، دهستان جیحون دشت، روستای جیحون آباد                                             | ۲۵۱۵۴     | ۱۳۸۷/۱۲/۱۸ |       |
| ۲۱۲  | قوشاتپه شرقی (شهرستان همدان)            |       | هزاره ۱ق‌م                                          | شهرستان همدان، بخش شرا ء، دهستان جیحون دشت، روستای جیحون آباد                                            | ۲۵۱۵۵     | ۱۳۸۷/۱۲/۱۸ |       |
| ۲۱۳  | تپه قوشاتپه (شرقی)                      |       | هزاره یک ق‌م ـ تاریخی                               | شهرستان همدان، بخش شراء، دهستان شور دشت، روستای فیروزآباد                                                | ۲۵۱۵۶     | ۱۳۸۷/۱۲/۱۸ |       |
| ۲۱۴  | قرق تپه سی شرقی                         |       | اشکانی ـ ساسانی ـ قرون میانه اسلامی                | شهرستان همدان، بخش شراء، دهستان جیحون دشت، روستای دشته                                                   | ۲۵۱۵۷     | ۱۳۸۷/۱۲/۱۸ |       |
| ۲۱۵  | تپه قروق غربی                           |       | اشکانی ـ ساسانی ـ قرون میانه و متاخر اسلامی        | شهرستان همدان، بخش شراء، دهستان جیحون دشت، روستای دشته                                                   | ۲۵۱۵۸     | ۱۳۸۷/۱۲/۱۸ |       |
| ۲۱۶  | تپه جعفرآباد                            |       | اشکانی ـ ساسانی                                    | شهرستان همدان، بخش شراء، دهستان شور دشت، روستای قشلاقی سفلی                                              | ۲۵۱۵۹     | ۱۳۸۷/۱۲/۱۸ |       |
| ۲۱۷  | تپه سه جیحون‌آباد                        |       | اشکانی ـ ساسانی                                    | شهرستان همدان، بخش شراء، دهستان جیحون دشت، روستای جیحون آباد                                             | ۲۵۱۶۰     | ۱۳۸۷/۱۲/۱۸ |       |
| ۲۱۸  | تپه قیه تپه                             |       | قرون میانه و متاخر اسلامی                          | شهرستان همدان، بخش شراء، دهستان جیحون دشت، روستای یکله                                                   | ۲۵۱۶۸     | ۱۳۸۷/۱۲/۱۸ |       |
| ۲۱۹  | تپه آق یالوم                            |       | تاریخی                                             | شهرستان همدان، بخش شراء، دهستان شور دشت، روستای آب انبار                                                 | ۲۵۱۶۹     | ۱۳۸۷/۱۲/۱۸ |       |
| ۲۲۰  | تپه کوزره                               |       | هزاره یک ق‌م ـ تاریخی ـ قرون میانه اسلامی           | شهرستان همدان، بخش شراء، دهستان شور دشت، ر وستای کوزره                                                   | ۲۵۱۷۰     | ۱۳۸۷/۱۲/۱۸ |       |
| ۲۲۱  | تپه دولت‌آباد                            |       | تاریخی                                             | شهرستان همدان، بخش شراء، دهستان شور دشت، روستای دولت‌آباد                                                 | ۲۵۱۷۱     | ۱۳۸۷/۱۲/۱۸ |       |
| ۲۲۲  | چال تپه شرقی                            |       | کالکولتیک ـ مفرغ ـ تاریخی                          | شهرستان همدان، بخش شراء، دهستان جیحون دشت، روستای جیحون آباد                                             | ۲۵۱۷۲     | ۱۳۸۷/۱۲/۱۸ |       |
| ۲۲۳  | چال تپه مرکزی                           |       | کالکولتیک ـ تاریخی                                 | شهرستان همدان، بخش شراء، دهستان جیحون دشت، روستای جیحون آباد                                             | ۲۵۱۷۳     | ۱۳۸۷/۱۲/۱۸ |       |
| ۲۲۴  | تپه قرمزتپه                             |       | هزاره یک ق‌م ـ تاریخی                               | شهرستان همدان، بخش شراء، دهستان چاه دشت، روستای همه کسی                                                  | ۲۵۱۷۴     | ۱۳۸۷/۱۲/۱۸ |       |
| ۲۲۵  | تپه کهنه قبرستان                        |       | تاریخی ـ قرون میانه اسلامی                         | شهرستان همدان، بخش شراء، دهستان جیحون دشت، روستای آق دره                                                 | ۲۵۱۷۵     | ۱۳۸۷/۱۲/۱۸ |       |
| ۲۲۶  | آلاتپه شرقی                             |       | تاریخی                                             | شهرستان همدان، بخش شراء، دهستان شور دشت، روستای آب انبار                                                 | ۲۵۱۷۶     | ۱۳۸۷/۱۲/۱۸ |       |
| ۲۲۷  | تپه شور پز تپه                          |       | مفرغ قدیم ـ اشکانی ـ ساسانی                        | شهرستان همدان، بخش شراء، دهستان شوردشت، ۲۳۰ م شمال شرق روستای خیرآباد                                    | ۲۵۱۷۷     | ۱۳۸۷/۱۲/۱۸ |       |
| ۲۲۸  | تپه پیرتپه                              |       | اشکانی ـ ساسانی ـ قرون میانه اسلامی                | شهرستان همدان، بخش شراء، دهستان شوردشت، روستای کوزره                                                     | ۲۵۱۷۸     | ۱۳۸۷/۱۲/۱۸ |       |
| ۲۲۹  | تپه آلا تپه غربی                        |       | هزاره یک ق‌م ـ آهن                                  | شهرستان همدان، بخش شراء، دهستان شوردشت، روستای آب انبار                                                  | ۲۵۱۷۹     | ۱۳۸۷/۱۲/۱۸ |       |
| ۲۳۰  | تپه جنوبی دولت‌آباد                      |       | متاخر تاریخی ـ قرون میانه و متاخر اسلامی           | شهرستان همدان، بخش شراء، دهستان شور دشت، روستای دولت‌آباد                                                 | ۲۵۱۸۰     | ۱۳۸۷/۱۲/۱۸ |       |
| ۲۳۱  | تپه سیزده تپه                           |       | اشکانی ـ ساسانی ـ قرون میانه اسلامی                | شهرستان همدان، بخش شراء، دهستان جیحون دشت، روستای جیحون آباد                                             | ۲۵۱۸۱     | ۱۳۸۷/۱۲/۱۸ |       |
| ۲۳۲  | تپه قشلاق                               |       | اشکانی ـ قرون متاخر اسلامی                         | شهرستان همدان، بخش شراء، دهستان شور دشت، روستای خماجین                                                   | ۲۵۱۸۲     | ۱۳۸۷/۱۲/۱۸ |       |
| ۲۳۳  | تپه پادار تپه                           |       | اسلامی                                             | شهرستان همدان، بخش شراء، دستان جیحون دشت، روستای جیحون آباد                                              | ۲۵۱۸۳     | ۱۳۸۷/۱۲/۱۸ |       |